# 金川県
金川県（きんせん-けん、チベット語：ཆུ་ཆེན་རྫོང་།、中国語簡体字：金川县）は中華人民共和国四川省アバ・チベット族チャン族自治州南西部に位置する県。

## 地理
大金川河が全域を縦断し、域内には大小あわせて37本の支流が流れている。ガダ山（嘎达山）はボン教の大聖地とされている。県の平均標高は2,180メートルで、森林被覆率は43％に達している。

## 歴史
唐の時代、金川の地域には羈縻州が設置された。7世紀末、吐蕃がこの地域を支配し、ソンツェン・ガンポがチベット高原の諸部族を統一した後、たびたび東へと勢力を拡大し、羊峒やタングートといった羌族の地を支配下に置き、さらに東へ進んで涼州・松州・茂州・隽州などと接し、南へは白蘭の地である嘉絨地域を占領した。
この「白蘭」は、金川を中心とする広大な地域を指し、現在の金川、小金、バルカム、カンゼ・チベット族自治州の丹巴などを含んでいる。
中華民国25年（1936年）、綏靖・崇化の2つの屯および綽斯甲布（ツォギャプ）土司（世襲制のチベット系首長制）を合併して靖化県が設置され、1953年に大金県に改名され、さらに1960年に金川県に改称された。県名は大渡河の上流部での名である大金川に由来する。

## 行政区画
| 区分 | 数 | 名称                                                                               |
| ---- | -- | ---------------------------------------------------------------------------------- |
| 鎮   | 4  | 観音橋 安寧 勒烏 馬奈                                                              |
| 郷   | 15 | 沙耳 慶寧 咯爾 河東 河西 集沐 撒瓦脚 卡拉脚 俄熱 二嘎里 阿科里 卡撒 曾達 独松 毛日 |

県庁所在地は観音橋鎮にある。

## 交通

### 道路
国道
- G317国道

## 健康・医療・衛生
- 金川県人民医院